# Nye (commune de Vetlanda)
Pour les articles homonymes, voir Nye.
Nye est une localité de Suède dans la commune de Vetlanda située dans le comté de Jönköping.
Sa population était de 196 habitants en 2019.